# Carl Buchheister
Carl Buchheister, né à Hanovre (province de Hanovre) le 17 octobre 1890 et mort dans cette ville le 2 février 1964, est un peintre constructiviste allemand.
Il est connu pour ses multiples séries de "peintures modèles" à la Galerie Lambert Weyl, à Paris, série qu'il a commencé en 1925.

## Biographie
La tombe de Carl Buchheister, avec une inscription pour Elisabeth Buchheister, née Meyer (1906-1989), se trouve dans le cimetière de montagne de Linden (de).

## Récompenses et distinctions
- Ordre du Mérite de la République fédérale d'Allemagne